# ویکتوریا گراناتو
ویکتوریا گراناتو (اسپانیایی: Victoria Granatto‎؛ زادهٔ ۹ آوریل ۱۹۹۱) بازیکن هاکی روی چمن زن اهل آرژانتین است.